# Nissan Rasheen

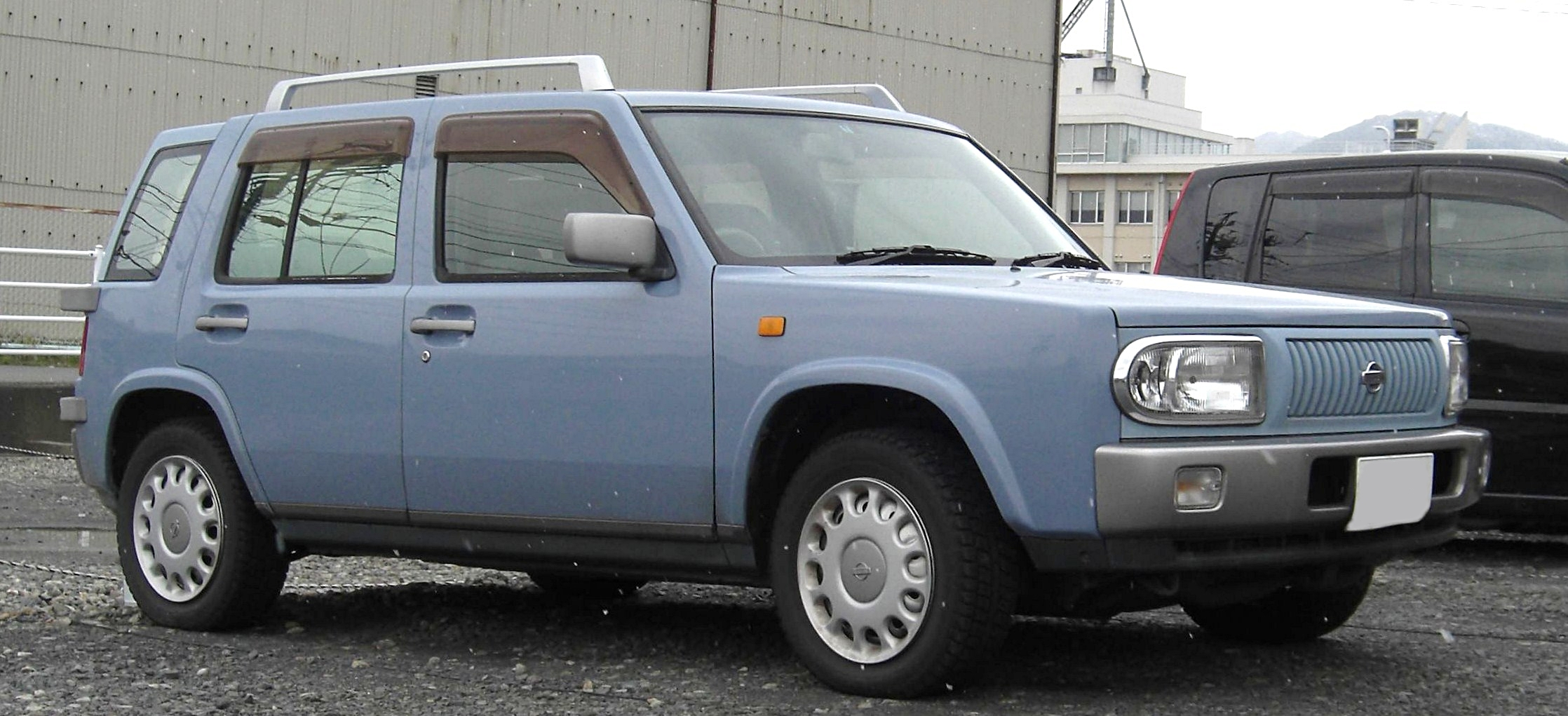
Nissan Rasheen

Nissan Rasheen — повноприводний кросовер, що вироблявся компанією Nissan з грудня 1994 року по серпень 2000 року. Є попередником Nissan X-Trail. Прототип вперше був представлений в жовтні 1993 року на Токійському автосалоні. Побудований на платформі автомобіля Nissan Sunny і по суті є універсалом підвищеної прохідності. Призначений для активного відпочинку. Перші автомобілі комплектувалися тільки двигуном GA15DE (1,5 літра, бензин, рядний, 4 циліндри), пізніше, в 1997 році, додалося ще два мотори: 1,8-літровий SR18DE і 2,0-літровий SR20DE. Механічною коробкою передач комплектувалися машини з 1,5-літровим GA15DE (автоматична для них так само був доступний). Версії Rasheen з 1,8 і 2-літровими моторами випускалися тільки з 4-ступінчастою автоматичною коробкою.

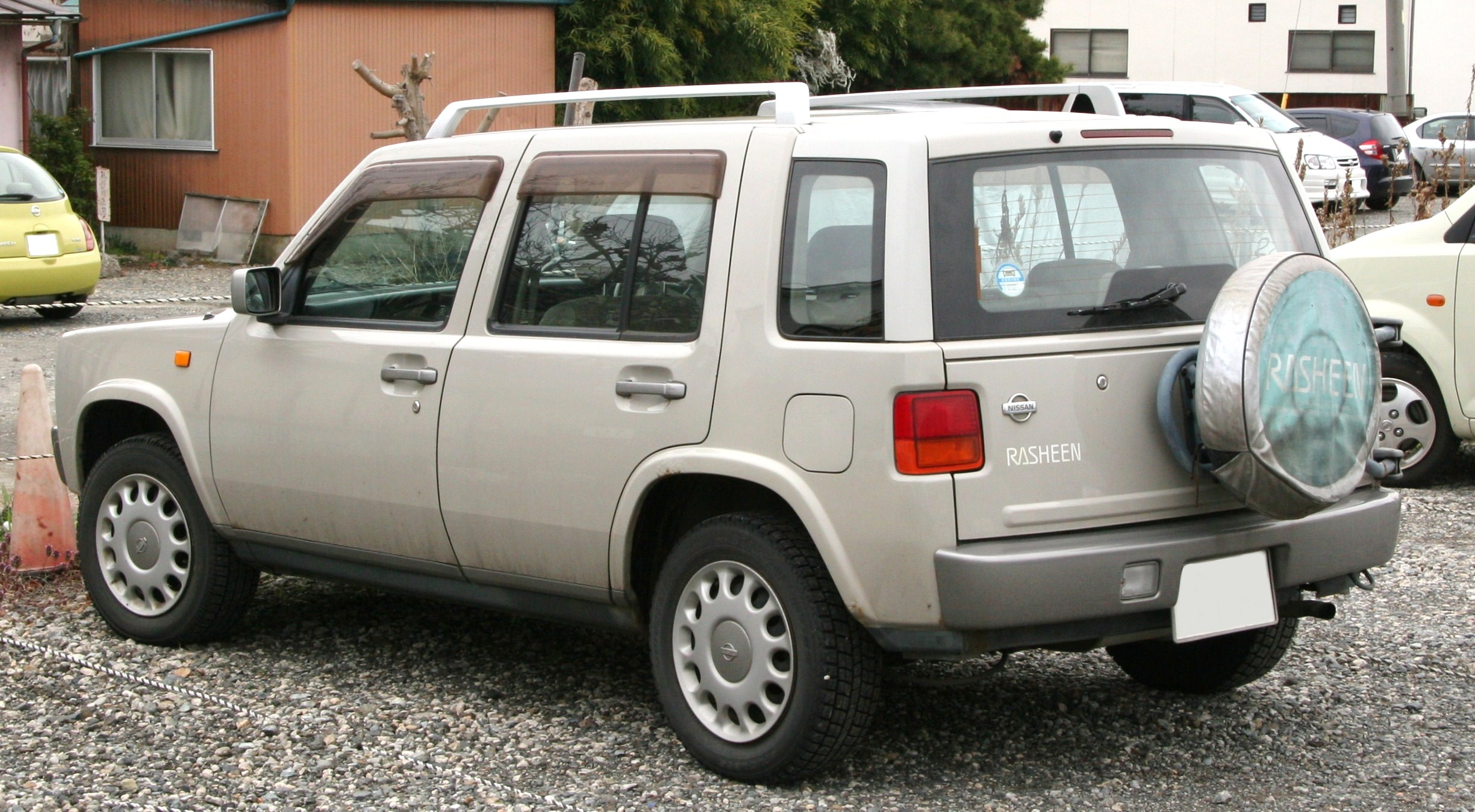

## Двигуни
- 1.5 L GA15DE I4
- 1.8 L SR18DE I4
- 2.0 L SR20DE I4